# Вилађо Куота 1000 (Белуно)
Вилађо Kуота 1000 је насеље у Италији у округу Белуно, региону Венето.
Према процени из 2011. у насељу је живело 1 становника. Насеље се налази на надморској висини од 1014 м.